# Francis Lightfoot Lee
Francis Lightfoot Lee (14. října 1734 – 11. ledna 1797) byl člen House of Burgesses (legislativní orgán) v provincii Virginie. Aktivně protestoval proti britským nařízením, například proti Kolkovému zákonu (Stamp Act). Pomohl tím provincii Virginie nasměrovat k nezávislosti na Británii. Lee byl delegátem Virginia Conventions a Kontinentálního kongresu. Byl signatářem dokumentu Články Konfederace a trvalé unie ( Articles of Confederation) a Deklarace nezávislosti jako zástupce Virginie.

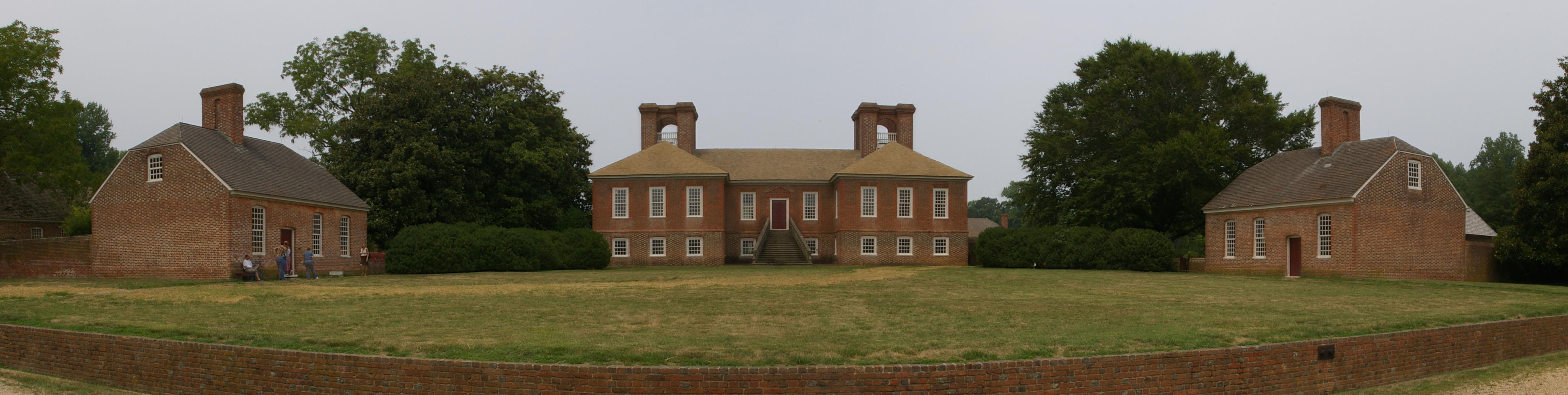
Panoramatický snímek z pěti fotografií pořízených v srpnu 2007

## Životopis
Francis Lee se narodil 14. října 1734 v rodném domě rodiny Lee v Machadocu, později známém jako Burnt House Field, v Haagu ve Westmoreland County ve Virginii. Vyrostl ve Stratford Hall, který jeho otec dokončil v roce 1738. Byl vzděláván doma, v klasických studiích pokračoval u Dr. Craiga. Měl anglický původ, a narodil se v jedné z prvních rodin ve Virginii. Lee byl čtvrtý syn Thomase Lee a Hannah Harrison Ludwell z nedaleké plantáže Greenspring Plantation).
V roce 1772 se Francis oženil se svou sestřenicí Rebeccou Plater Tayloe. Pár neměl žádné děti. Francis Lightfoot Lee II. byl synem jeho bratra Richarda Henryho Leeho a další muži stejného jména jsou potomky rodiny jeho bratra.
Lee žil celý svůj život v oblasti Virginie mezi řekou Rappahannock a zálivem Chesapeake Bay. Zemřel ve svém domě zvaném „Menokin“ (známý jako Francis Lightfoot Lee House) v Richmond County ve Virginii 11. ledna 1797 pouhé čtyři dny po své manželce. Je pohřben v hrobě rodiny Tayloe na plantáži Mount Airy poblíž města Warsaw ve Virginii.

Znak Francise Lightfoota Lee

## Politická kariéra
V roce 1774 byl Lee mezi těmi, kdo požadovali svolání Virginia Conventions. Od roku 1778 do roku 1782 pracoval ve státním senátu ve Virginii a byl delegátem prvního kontinentálního kongresu konaného ve Filadelfii. Pracoval tam do roku 1779. Jako zástupce kongresu ve Virginii podepsal prohlášení o nezávislosti a Články Konfederace.

## Odkaz
Jedna z lodí třídy Liberty byla na jeho počest pojmenována SS Francis L. Lee.

### Poznámka
1. ↑  Stratford Hall je nyní muzeum domu poblíž Lerty ve Westmoreland County ve Virginii. Byl to dům s plantáží čtyř generací rodiny Lee ve Virginii. Stratford Hall je domovem dvou signatářů Deklarace nezávislosti, Richarda Henryho Lee (1732–1794) a Francise Lightfoota Lee (1734–1797). Dům je také rodištěm Roberta Edwarda Leeho (1807–1870), dlouholetého vojenského důstojníka americké armády. Po občanské válce se Robert E. Lee stal prezidentem Washington College, později známé jako Washington and Lee University v Lexingtonu ve Virginii. Budova Stratford Hall byla v roce 1960 vyhlášena národní kulturní památkou, a to pod dohledem National Park Service v amerického ministerstva vnitra.V tomto článku byl použit překlad textu z článku Stratford Hall (plantation) na anglické Wikipedii.